# Bergeria tamsi
Bergeria tamsi là một loài bướm đêm thuộc phân họ Arctiinae, họ Erebidae.